# George Rennie

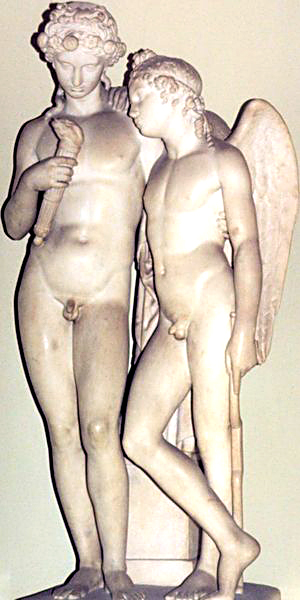
Cupid kindling the torch of Hymen, (1831)
George Rennie (1802–1860)

George Rennie (* 1802 in East Lothian, Schottland; † 22. März 1860 in London, England) war Bildhauer, Politiker und Gouverneur der Falklandinseln.

## Leben
George Rennie wurde 1802, sehr wahrscheinlich in Haddingtonshire, dem heutigen East Lothian geboren. Sein Vater hieß ebenfalls George Rennie. Die Familie lebte über zwei Generationen in Haddingtonshire, der Nachbargrafschaft von Edinburgh. George studierte Bildhauerei in London und Rom. Zwischen 1828 und 1837 stellte er seine Werke in der Royal Academy of Arts aus. Während dieser Zeit waren seine Werke auch in drei verschiedenen Ausstellungen in der Suffolk Street Gallery in London zu sehen.
1841 wurde Rennie Mitglied des Parlaments für Ipswich, Suffolk. Trotz seiner progressiven Einstellung wurde er politisch dem liberalen Lager zugeordnet. Seinen Sitz behielt er bis 1847, obwohl er im Parlament nur viermal erschienen war. Seine erste Rede hielt er am 27. August 1841 zu den Corn Laws (Getreidegesetzen). Als Sohn eines Bauern mit der Materie bestens vertraut, forderte er mehr Effizienz und technologischen Wandel in der Landwirtschaft, zum Wohle der Landbesitzer (um ihr Einkommen zu sichern) und zum Wohle des armen Teils der Bevölkerung (um preiswerteres Getreide kaufen zu können).
Von der Wirkung seines politischen Engagements nicht befriedigt, wandte sich Rennie dem Thema Kolonisation zu. Am 28. Juli 1842 machte er in einem Brief der New Zealand Company einen Vorschlag, sich für eine vierte Kolonie einzusetzen. Der Brief wurde unter der Schlagzeile „A New British Settlement“ am 17. August 1842 in der Zeitung The Colonial Gazette veröffentlicht. Seine Sorge war, dass auf Grund der Armut in Großbritannien es bald eine „Rebellion der leeren Mägen“ geben könnte. Um den sozialen Frieden zu erhalten und die Institution des Königreiches zu sichern, schlug er als Lösungsansatz vor, mit einer systematischen Kolonisation arbeits- und mittellose Menschen in ein unbewohntes Land zu befördern und ihnen dort Brot und Arbeit zu geben. Er machte sich dafür stark, dass die New Zealand Company die Kolonisation Neuseelands übernahm, da die britische Regierung an einer Kolonisierung kein Interesse zeigte.
1843 kam Rennie mit William Cargill zusammen, dem Leiter des Otago-Ansiedlungsprojektes und späterem Gründer von New Edinburgh (Dunedin). Mit der finanziellen Unterstützung von Captain Wentworth P. Croke arbeiteten beide zusammen und gewannen später Thomas Burns hinzu, dem Mitbegründer von New Edinburgh, und Charles Henry Kettle, einem Landvermesser und Planer. Im Januar 1844 gab Rennie öffentlich bekannt, dass 40 Familien mit ca. 200 Personen bereit seien, im Frühjahr auf Expeditionsreise zu gehen. Doch Meinungsverschiedenheiten zwischen Rennie und den anderen Beteiligten behinderten die weitere Planung. 1845 gab Rennie schließlich auf, nachdem Cargill und Burns gegen ihn waren und er im Direktorium der New Zealand Company keinen Rückhalt mehr hatte. Einen von ihm am 22. Oktober 1845 geschriebenen offenen Brief führte in Folge dann zu einer öffentlichen Auseinandersetzung, welche ihn nicht gerade stärken konnte.
Am 15. Dezember 1847 wurde George Rennie der zweite Gouverneur der vor der Küste Argentiniens gelegenen britischen Falklandinseln. Er kam 1855 nach England zurück und starb am 22. März 1860 in London nach vier Jahren langer schwerer Krankheit.

## Werke
Das Dictionary of National Biography benennt 8 seiner Werke als die Wichtigsten:
- 1828 "A Gleaner".
- 1828 "Grecian Archer".
- 1831 "Cupid kindling the torch of Hymen".
- 1831 (Büste von Thorwalden).
- 1833 "The Archer".
- 1833 (Büste von Sir David Wilkie).
- 1834 "The Minstrel".
- 1837 (Eine Gruppe von 4 Figuren in Marmor).